# پروین‌آباد
پروین‌آباد یک روستا در ایران است که در دهستان خشکرود واقع شده‌است.